# Diadegma major
Diadegma major là một loài tò vò trong họ Ichneumonidae.